# Изынский (Борцовский сельсовет)
Изынский — посёлок в Тогучинском районе Новосибирской области. Входит в состав Борцовского сельсовета.

## География
Площадь посёлка — 73 гектара.

## Население
| 2002 | 2007 | 2010 |
| ---- | ---- | ---- |
| 156  | ↗167 | ↘120 |

## Инфраструктура
В посёлке по данным на 2007 год функционирует 1 учреждение здравоохранения.